# Фредерік Ібсен
Фредерік Ібсен (дан. Frederik Ibsen, нар. 28 березня 1997) — данський футболіст, воротар «Копенгагена».

## Клубна кар'єра
Вихованець клубу «Вендсюссель». Провів ряд матчів за молодіжну команду цього клубу, в тому числі і дебютував 14 вересня 2016 року у Юнацькій лізі УЄФА в грі проти однолітків з «Порту».
У липні 2017 року Ібсен перейшов у «Вендсюссель», який на той час грав у другому дивізіоні країни. Там Фредерік став другим воротарем і зіграв лише три матчі за клуб у Кубку Данії 2017 року.
31 серпня 2018 року було оголошено, що Ібсен повернувся в «Копенгаген», підписавши дворічний контракт. У рідному клубу Ібсен став третім воротарем, тим не менше дебютував за першу команду 19 травня 2019 року  матчі проти «Есб'єрга». «Копенгаген» забезпечив на той момент собі титул чемпіона, і тому головний тренер Столе Сольбаккен вирішив дати відпочити основному голкіперу Єссе Йоронену, а другий воротар Стефан Андерсен отримав травму. «Копенгаген» програв ту гру 4:3.

## Титули і досягнення
- Чемпіон Данії (1):

«Копенгаген»: 2018-19